# Molnár Ákos (író)
Molnár Ákos, született Mandel (Budapest, 1893. december 10. – Budapest, 1945. február 12.) magyar író.

## Élete
Kispolgári, izraelita vallású családban született. Szülei Mandel Károly bankbizományos és Pollák Kornélia (1872–1921) voltak. Hegedűművésznek készült, azonban az első világháborúban elveszítette egyik karját és idegsokkot kapott. Ezután egy ideig bankhivatalnokként dolgozott, majd teljesen az írói hivatás felé fordult.
1918. július 1-jén a Terézvárosban nőül vette Keller Vilmos és Taussig Janka lányát, Erzsébetet.
Művei többnyire a kispolgárság életéről szólnak, saját tapasztalatait vagy történelmi eseményeket dolgozott fel. Stílusa élénk és könnyed. 1929-ben Végre egy jó házasság című regényét Mikszáth-díjjal jutalmazták. Publikált a Nyugatban és a Népszavában is (A börtön – 1926. 8. szám). Kivételt képez mind témájában, mind stílusában A császár dajkája című regénye, mely az 1848 előtti erdélyi parasztmozgalom vezetőjéről, Varga Katalinról (1802–1852) szól. Legtöbb kiadást Magyarországon Szerencsés Imréről írott életrajzi regénye, A hitehagyott élt meg. Műveit lefordították francia, portugál és német nyelvre.
1945 februárjában német katonák hurcolták el feleségével együtt otthonából, majd kivégezték őket.
Halála után – sokak szerint méltatlanul – elfeledte a közönség. Jóslat című kötete még 1963-ban ismét megjelent, de művei csak a Múlt és Jövő Kiadó 2005-ben indított sorozatával kezdtek újra elérhetővé válni. Ezekhez a kötetekhez Kőbányai János írt utószót.

## Főbb művei
- Gyereknek lenni (elbeszélések, Budapest: Genius, 1926, 1930)
- Végre egy jó házasság (regény, Budapest: Pantheon, 1929, Az új magyar regény) Mikszáth-díj
  - újabb kiadás: Múlt és Jövő, 2006, ISBN 963-9512-21-4
- Jóslat (hét novella, Budapest: Pantheon, 1932)
  - újabb kiadás: Magvető, 1963
- Tizenkét lépés (regény, Budapest: Dante, 1933)
  - újabb kiadás: Múlt és Jövő, 2005, ISBN 963-9512-15-X
- A császár dajkája (regény Varga Katalinról, Budapest: Dante, 1935, 1939, A magyar regény mesterei)
  - egyéb kiadás: Harmonia Kulturbizottság, 1938, Magyar írás – Magyar lélek
- A hitehagyott (Fortunatus Imre regényes életrajza, Budapest: Tábor, 1937, 1938, 1940)
  - újabb kiadás: Múlt és Jövő, 2005, ISBN 963-9512-14-1
- Szabadulás (regény, Budapest: Tábor, 1941)

### Külföldön megjelent
- Zwölf Schritte (Tizenkét Lépés, Berlin: Piper, 2007, ISBN 3-492-25765-8, fordító: Christina Kunze)